# لودويغ فون ايرليخهاوزن
لودويغ فون ايرليخهاوزن (بالإنجليزية: Ludwig von Erlichshausen)‏ (و. 1410 – 1467 م) هو عسكري، ولد في شوابيا، توفي في كونيغسبرغ، عن عمر يناهز 57 عاماً.

## مناصب
تولى منصب سيد فرسان تيوتون الأكبر ‏ (1467–1470)
.
| المناصب السياسية            | المناصب السياسية                     | المناصب السياسية               |
| --------------------------- | ------------------------------------ | ------------------------------ |
| سبقه كونراد فون ايرليخهاوزن | سيد فرسان تيوتون الأكبر ‏ 1467 - 1470 | تبعه Heinrich Reuß von Plauen ‏ |